# エログロ
エログロとは、エロチックとグロテスクを足して作られた和製英語。エロチックでグロテスクなこと。
高尚な芸術ではなく、言葉として併記された”eroticism” ”grotesque”という双方の刺激を優先させた作品について形容する。一例として、ホラー映画などで恐怖シーンをおざなりにし、スプラッタおよび性的描写を際立たせた作品など。

## 日本におけるエログロ文化

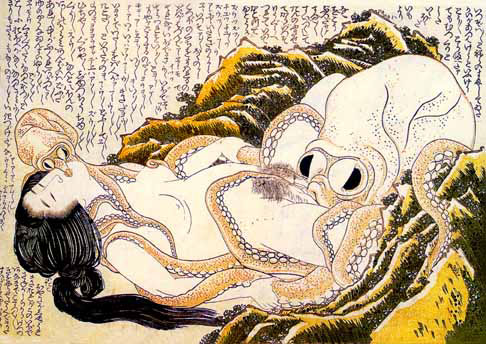
葛飾北斎『蛸と海女』

日本では平安時代初期から偃息図（えんそくず、おそくず）、またはおそくずの絵（おそくづのゑ）と呼ばれる性的題材を描いた絵画があったとされている。
室町時代から江戸時代にかけ、春画と呼ばれる主に男女間の性愛を描いた浮世絵が広く流行し、出回った春画は高い芸術性を誇った。しかし性教育のためか、性文化の追求か、はたまた思想、宗教的意味合いがあったのか、目的は不明瞭である。どういった層に需要があり、なぜ高い技術が要求されたか、今後の研究課題ともいえる。
現代において春画は芸術作品（エロティカ）として社会的に高く評価されており、法的に猥褻出版物として扱われてはいない。ただし、表現の自主規制は行われている。
近代日本におけるエログロ文化の潮流は大正デモクラシー期のエログロナンセンス文化まで遡る。この時代を代表する雑誌に梅原北明の『グロテスク』（1928年～1931年刊行）がある。同誌は当局による発禁処分を幾度となく受けたが、そのたびに発行所を代えて世に出回った。
太平洋戦争終結後の出版自由化を機に、カストリ雑誌と呼ばれる大衆向け娯楽雑誌のブームが起こる。これらは粗悪な再生紙に印刷された低俗な安物雑誌でいわゆる典型的な3号雑誌も多く、戦後の混乱の中、カストリ雑誌のブームは1950年ごろまで続いた。また、雑誌の内容は安直で扇情的なものが多く、エロ（性・性風俗）・グロ（猟奇・犯罪）で特徴付けられる。具体的には、赤線などの色街探訪記事、猟奇事件記事、性生活告白記事、ポルノ小説のほか、性的興奮を煽る女性の写真や挿絵が掲載された。
1960年代にはピンク映画が登場しブームとなる。これはテレビの普及によって映画館の観客動員数減少に対抗した映画関係者が「テレビでは実現できないこと」を標榜したのに起因する。代表作品に、石井輝男が東映ポルノ「異常性愛路線」の一環で発表した『徳川女系図』（1968年）・『徳川女刑罰史』（1968年）・『異常性愛記録ハレンチ』（1969年）・『徳川いれずみ師 責め地獄』（1969年）などがある。また、ホラー映画におけるエログロの先駆的作品に江戸川乱歩原作の『江戸川乱歩全集 恐怖奇形人間』（1969年）が挙げられる。また、エログロを際立たせたアダルトアニメの先駆的作品に東京テレビ動画が制作した谷岡ヤスジ原作の劇場用作品『ヤスジのポルノラマ やっちまえ!!』（1971年）がある。1980年代以降の映画界においてエログロ・スプラッタ・バイオレンス系の映像作品を得意とする映画監督には園子温、白石晃士、松村克弥がいる。のちにエログロやキッチュさを強調したこれら邦画作品はモンド映画に倣って「和製モンド」と呼ばれるようになる。
一方で客足が伸び悩み、映画制作自体が困難となった日活は「エロ路線」を主軸とした日活ロマンポルノによって経営危機を乗り越えた。ロマンポルノは、1971年11月の『団地妻 昼下りの情事』（白川和子主演）でスタートし、映画斜陽期の日活を支えるとともに20年以上続く人気シリーズとなった。量産の必要がロマンポルノは、若い監督を数多く起用。映画1本あたりの上映時間やエロシーンの数など、基本ルール以外はほぼ制約がなかったことで、作家性を打ち出した実験的な作品も生まれた。そのため日活ロマンポルノでキャリアをスタートさせたり、頭角を現した映画監督は多い。また、ロマンポルノ出演を経てテレビで活躍する多くのスター女優が生まれた。芸能界へのステップと考える者も少なくなかった。
成人向け漫画などのサブカルチャーにおいては、SM・緊縛・強姦・屍姦・獣姦・カニバリズム・スカトロジー・触手責め・拡張プレイ・異物挿入・身体欠損・孕ませ・蟲責めなどの性的倒錯描写が「エログロ」（あるいは鬼畜系）に相当する。こうした成人向け漫画のカテゴリーで自身の世界を築き上げる作家も多く、その中には性的描写を避けては描けない世界観もある。また、性的描写が必須であることを除けば、それ以外の表現はむしろ一般雑誌よりも制約が少ない。その自由度の高さから作家独自の嗜好によって特異な表現が追及され、一般誌では掲載不可能な作風を実現する者もいる。
代表的なエログロ漫画家に丸尾末広、花輪和一、平口広美、佐伯俊男、三条友美、古屋兎丸、蛭子能収、根本敬、山野一、早見純、山本直樹、漫☆画太郎、氏賀Y太、知るかバカうどん、町野変丸、掘骨砕三、町田ひらく、玉置勉強、沙村広明、前田俊夫、大越孝太郎、駕籠真太郎などがいる。1984年に発表された丸尾末広の『少女椿』は、エログロに幻想的・怪奇的な世界観を交えた唯一無二の作風で、今なおカルト的な根強い人気を誇る。一方、1970年代前半の永井豪は複数のメジャー少年誌で大胆な性描写やエログロを含むストーリーを展開し、教育委員会に糾弾されるなど社会問題に至った事例もある。
日本独自のエログロ文化に「触手責め」がある。1982年のSFホラー映画『遊星からの物体X』の公開以降、数多くの作品で採用されている。前田俊夫などの漫画、菊地秀行などの小説、『くりいむレモン SF超次元伝説ラル』・『SF新世紀レンズマン』などのアニメ、またアダルトゲームなどに取り入れられ、定番表現のひとつとなった。